# Lymfe

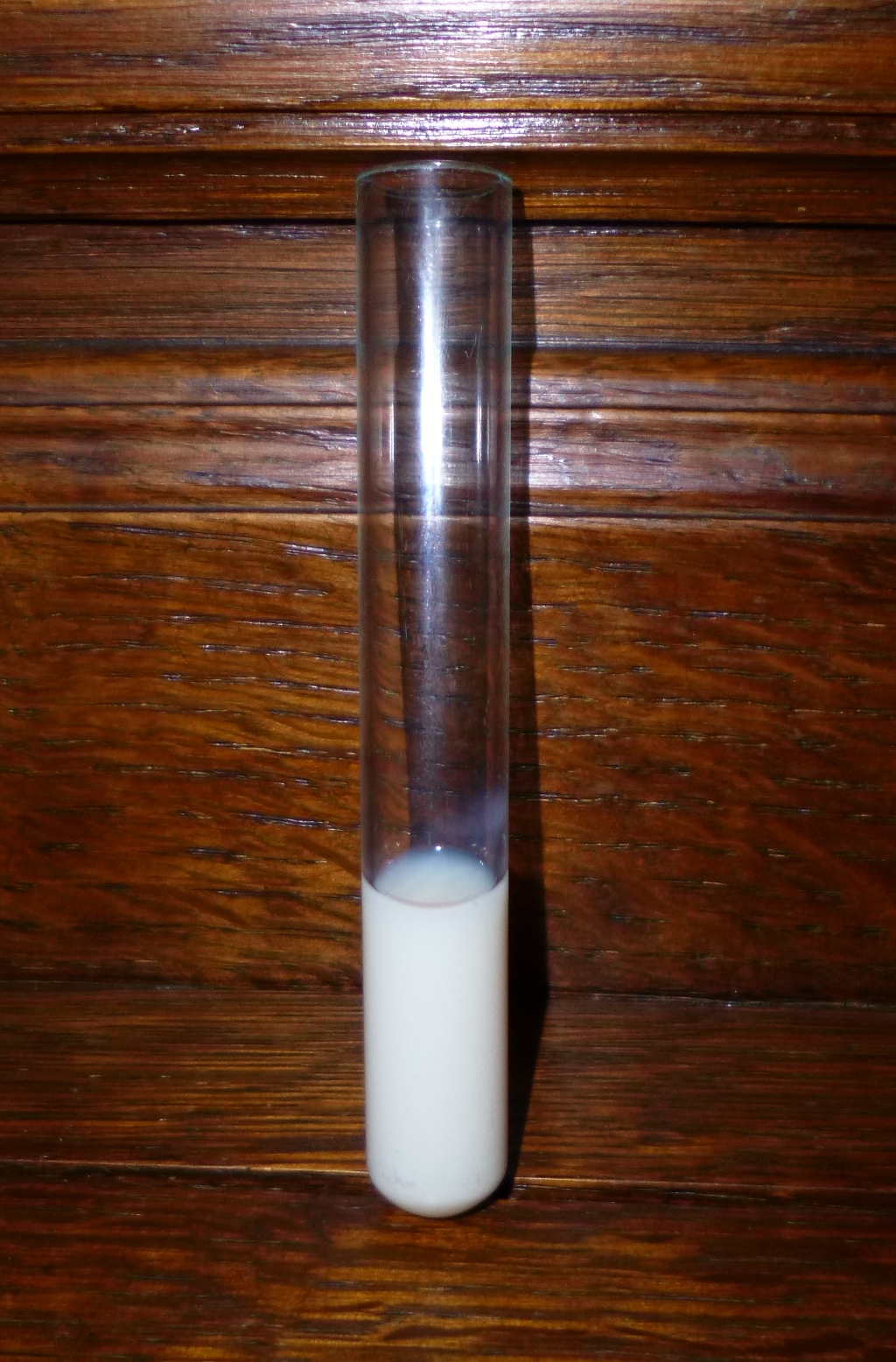
Lymfe

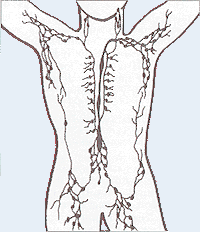
Lymfatisch stelsel

Lymfe of lymfevloeistof is een kleurloze lichaamsvloeistof die door een apart vatenstelsel stroomt: het lymfevatenstelsel. Lymfe bestaat uit weefselvocht. In lymfe bevinden zich ook verschillende soorten witte bloedcellen, waaronder de lymfocyten. Lymfe wordt door lymfeklieren gefilterd, daarom is het een belangrijk onderdeel van het afweerstelsel van het lichaam. Vrijwel alle gewervelde dieren hebben lymfe in hun lichaam.

## Ontstaan van lymfevloeistof
Bloed in de bloedvaten is eiwitrijk en staat onder enige druk. Door die bloeddruk lekt er altijd enige vloeistof bij de capillaire bloedvaten weg omdat die semipermeabel zijn. De uiteindelijke vochtbalans tussen lymfe en bloed wordt door osmose bepaald. Is de balans verstoord, dan kan lymfoedeem ontstaan.
De belangrijkste functies van het lymfatisch systeem zijn de afvoer van weefselvocht, de vetabsorptie uit de dunne darm en de afweer.